# Fluor azid
Fluor-azid ili triazadienil fluorid je žutozeleni gas sastavljen od azota i fluora sa formulom FN
3.  Njegova svojstva podsećaju na svojstva ClN
3, BrN
3 i IN
3.  Veza između atoma fluora i azota je veoma slaba, što dovodi do toga da je ova supstanca veoma nestabilna i sklona eksploziji.  Proračuni pokazuju da je ugao F–N–N oko 102° sa pravom linijom od 3 atoma azota. 
Gas ključa na −30 °C (−22 °F; 243 K) i topi se na −139 °C (−218 °F; 134 K). 
Prvi ga je napravio Džon F. Haler 1942. 

## Istorija
Fluorazid zauzima poseban položaj među halogenim azidima jer je njegova N3 grupa pozitivno polarizovana. Kao poslednje jedinjenje ove klase supstanci, sintetizovao ga je 1942. DŽon F. Haler reakcijom HN3 sa fluorom. Pošto se fluorazid razlaže u gasnoj fazi na sobnoj temperaturi i eksplodira izuzetno lako u kondenzovanom stanju, čista reprezentacija i detaljnija karakterizacija, kao i tačno određivanje spektroskopskih podataka, kao i vrednosti tačke topljenja i ključanja, postignuti su tek 1990-ih. 

## Reakcije
Fluor-azid se može dobiti reakcijom hidrazojeve kiseline ili natrijum-azida sa gasovitim fluorom. 
HN
3 + F
2 → N
3F + HF
NaN
3 + F
2 → N
3F + NaF
Fluor azid se razlaže bez eksplozije na normalnim temperaturama da bi napravio dizot difluorid:
2 FN
3 → N
2F
2 + 2 N
2. 
Na višim temperaturama kao što je 1.000 °C (1.830 °F; 1.270 K) fluor azid se raspada u azot monofluorid radikal: 
FN
3 → NF + N
2
Sam FN se dimerizira pri hlađenju.
2 NF → N
2F
2
Čvrsti ili tečni FN
3 može eksplodirati, oslobađajući veliku količinu energije. Tanak film gori brzinom od 1,6 km/s.  Zbog opasnosti od eksplozije, istovremeno treba rukovati samo vrlo malim količinama ove supstance. 
FN
3 adukti se mogu formirati sa Luisovim kiselinama bor trifluoridom (BF
3) i pentafluoridom arsena (AsF
5) na −196 °C (−320,8 °F; 77,1 K). Ovi molekuli se vezuju za Nα atom. 

## Svojstva

### Spektroskopija
| Parametar | Vrednost  | Jedinica |
| A         | 48131.448 | MHz      |
| B         | 5713.266  | MHz      |
| C         | 5095.276  | MHz      |
| μa        | 1.1       |          |
| μb        | 0.7       |          |

### Oblik
Udaljenosti između atoma su F–N 0.1444 nm, FN=NN 0.1253 nm i FNN=N 0,1132 nm. 

### Fizički
FN
3 ima gustinu od 1.3 g/cm3. 
FN
3 se adsorbuje na čvrste površine kalijum fluorida, ali ne i na litijum fluorid ili natrijum fluorid. Ovo svojstvo se istražuje kako bi FN
3 mogao da poveća energiju čvrstog goriva. 
Ultraljubičasti fotoelektrični spektar pokazuje pikove jonizacije na 11,01, 13,72, 15,6, 15,9, 16,67, 18,2 i 19.7 eV. Respektivno, ovi se dodeljuju orbitalama: π, nN ili nF, nF, πF, nN ili σ, π i σ.

## Upotreba
Fluorazid se egzotermno disocira na azot i elektronski pobuđene NF molekule, tako da se potencijalno može koristiti za napajanje hemijskih lasera visoke energije. 

## Literatura
- Химическая энциклопедия. 1. М.: Советская энциклопедия. Редкол.: Кнунянц И. Л. и др. 1988.
- Справочник химика. 2 (3-е изд., испр изд.). Л.: Химия. Редкол.: Никольский Б. П. и др. 1971.
- Гринвуд Н., Эрншо А. (2008). Химия элементов. 1. Бином. Лаборатория знаний. ISBN 978-5-94774-373-9.

## Spoljašnje veze
- Медији везани за чланак Fluor azid на Викимедијиној остави